# Bassurels
Bassurels est une commune française située dans le sud du département de la Lozère, en région Occitanie.
Exposée à un climat de montagne, elle est drainée par le Gardon de Saint-Jean, le Tarnon, la Massevaques, le ruisseau de Brion et par divers autres petits cours d'eau. Incluse dans les Cévennes, la commune possède un patrimoine naturel remarquable : trois sites Natura 2000 (les « vallées du Tarn, du Tarnon et de la Mimente », la « vallée du Gardon de Saint-Jean » et « les Cévennes ») et six zones naturelles d'intérêt écologique, faunistique et floristique.
Bassurels est une commune rurale qui compte 63 habitants en 2022, après avoir connu un pic de population de 534 habitants en 1821.  Ses habitants sont appelés les Barrois ou  Barroises.

## Géographie

### Localisation
Située dans le Sud du département, la commune est limitrophe du département du Gard.
Bassurels est la commune la moins densément peuplée (0,93 hab/km2) du département de la Lozère, département le moins peuplé de France.

### Communes limitrophes
Les communes limitrophes sont  Gatuzières, Le Pompidou, Meyrueis, Rousses, Saint-André-de-Valborgne, Val-d'Aigoual et Vebron.
| Rousses    | Vebron               | Le Pompidou                     |
| Gatuzières | Bassurels            | Saint-André-de-Valborgne (Gard) |
| Meyrueis   | Val-d'Aigoual (Gard) |                                 |

### Climat
Pour des articles plus généraux, voir Climat de l'Occitanie et Climat de la Lozère.
En 2010, le climat de la commune est de type climat des marges montargnardes, selon une étude s'appuyant sur une série de données couvrant la période 1971-2000. En 2020, Météo-France publie une typologie des climats de la France métropolitaine dans laquelle la commune est exposée à un climat de montagne ou de marges de montagne et est dans la région climatique Sud-est du Massif Central, caractérisée par une pluviométrie annuelle de 1 000 à 1 500 mm, minimale en été, maximale en automne.
Pour la période 1971-2000, la température annuelle moyenne est de 9,9 °C, avec une amplitude thermique annuelle de 16 °C. Le cumul annuel moyen de précipitations est de 1 556 mm, avec 10,1 jours de précipitations en janvier et 5,1 jours en juillet. Pour la période 1991-2020, la température moyenne annuelle observée sur la station météorologique installée sur la commune est de 9,1 °C et le cumul annuel moyen de précipitations est de 1 510,8 mm,. Pour l'avenir, les paramètres climatiques de la commune estimés pour 2050 selon différents scénarios d'émission de gaz à effet de serre sont consultables sur un site dédié publié par Météo-France en novembre 2022.
| Mois                                  | jan.             | fév.             | mars            | avril         | mai             | juin           | jui.          | août          | sep.            | oct.          | nov.             | déc.            | année      |
| ------------------------------------- | ---------------- | ---------------- | --------------- | ------------- | --------------- | -------------- | ------------- | ------------- | --------------- | ------------- | ---------------- | --------------- | ---------- |
| Température minimale moyenne (°C)     | −1,3             | −1,7             | 0,8             | 2,9           | 6,5             | 10,1           | 12,2          | 12,4          | 9               | 6,2           | 2                | −0,3            | 4,9        |
| Température moyenne (°C)              | 1,6              | 1,9              | 4,9             | 7,4           | 11,2            | 15,2           | 17,9          | 18            | 13,7            | 9,7           | 5                | 2,5             | 9,1        |
| Température maximale moyenne (°C)     | 4,5              | 5,4              | 9,1             | 11,8          | 15,8            | 20,4           | 23,5          | 23,5          | 18,4            | 13,3          | 8                | 5,3             | 13,3       |
| Record de froid (°C) date du record   | −19,5 12.01.1987 | −16,3 11.02.1986 | −15 01.03.05    | −7 12.04.1986 | −3,2 08.05.1997 | 0,1 06.06.1989 | 4 17.07.00    | 2 30.08.1986  | −0,6 17.09.1994 | −5,6 25.10.03 | −10,5 22.11.1988 | −15,1 14.12.01  | −19,5 1987 |
| Record de chaleur (°C) date du record | 18,7 01.01.22    | 20,6 27.02.19    | 22,7 22.03.1990 | 24,6 09.04.11 | 28,4 30.05.01   | 35,7 28.06.19  | 32,9 16.07.22 | 36,1 13.08.03 | 30,5 18.09.1987 | 25,4 10.10.23 | 21,2 20.11.1994  | 19,6 13.12.1994 | 36,1 2003  |
| Précipitations (mm)                   | 118              | 85,8             | 94,2            | 141,7         | 123,9           | 72,7           | 45,8          | 53,5          | 156,1           | 233,5         | 241,5            | 144,1           | 1 510,8    |

### Milieux naturels et biodiversité

#### Espaces protégés
La protection réglementaire est le mode d’intervention le plus fort pour préserver des espaces naturels remarquables et leur biodiversité associée,.
Dans ce cadre, la commune fait partie de la zone cœur du Parc national des Cévennes. Ce  parc national, créé en 1967, est un territoire de moyenne montagne formé de cinq entités géographiques : le massif de l'Aigoual, le causse Méjean avec les gorges du Tarn et de la Jonte, le mont Lozère, les vallées cévenoles ainsi que le piémont cévenol.
Les Cévennes sont également un territoire reconnu réserve de biosphère par l'UNESCO en 1985 pour la mosaïque de milieux naturels qui la composent et qui abritent une biodiversité exceptionnelle, avec 2 400 espèces animales, 2 300 espèces de plantes à fleurs et de fougères, auxquelles s’ajoutent d’innombrables mousses, lichens, champignons,.

#### Réseau Natura 2000

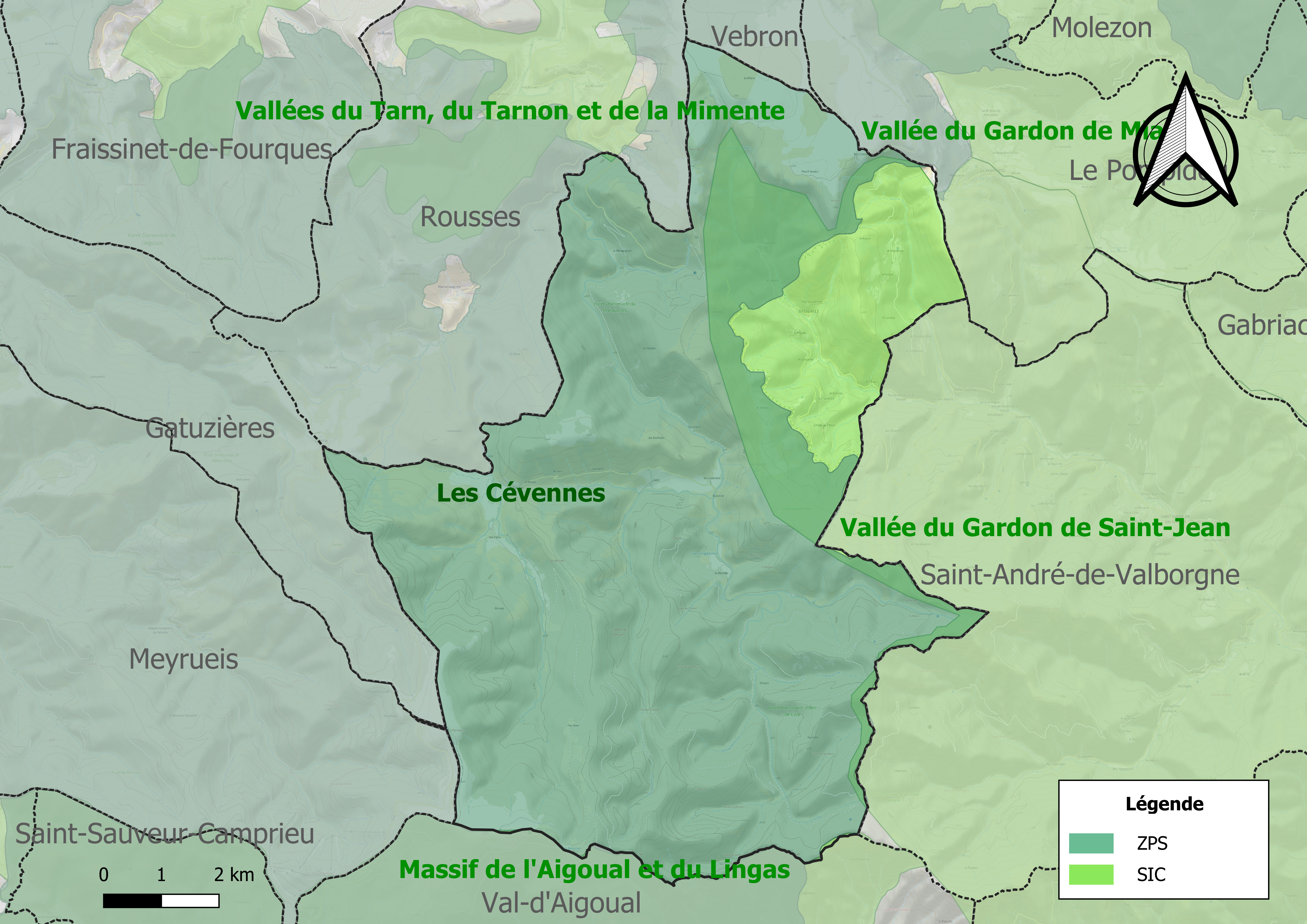
Sites Natura 2000 sur le territoire communal.

Le réseau Natura 2000 est un réseau écologique européen de sites naturels d'intérêt écologique élaboré à partir des directives habitats et oiseaux, constitué de zones spéciales de conservation (ZSC) et de zones de protection spéciale (ZPS).
Deux sites Natura 2000 ont été définis sur la commune au titre de la directive habitats :
- les « vallées du Tarn, du Tarnon et de la Mimente », d'une superficie de 10 493 ha, des habitats pour deux mammifères : la Loutre (Lutra lutra) et le castor[14] ;
- la « vallée du Gardon de Saint-Jean », d'une superficie de 19 020 ha, présentant une variété d’habitats naturels d’intérêt communautaire remarquables (22 génériques dont cinq prioritaires)[15] ;

et un au titre de la directive oiseaux : 
- « les Cévennes », d'une superficie de 92 044 ha, correspondant précisément à la zone centrale du parc national des Cévennes et rassemblant plusieurs ensembles distincts. La diversité des milieux et des paysages permet le maintien d'une avifaune riche et diversifiée : au total, 135 espèces d'oiseaux, dont 22 inscrites à l'annexe 1 de la directive 79-409-CEE, recensées dans la zone centrale du parc, dont une vingtaine d'espèces de rapaces diurnes et sept nocturnes[16].

#### Zones naturelles d'intérêt écologique, faunistique et floristique
L’inventaire des zones naturelles d'intérêt écologique, faunistique et floristique (ZNIEFF) a pour objectif de réaliser une couverture des zones les plus intéressantes sur le plan écologique, essentiellement dans la perspective d’améliorer la connaissance du patrimoine naturel national et de fournir aux différents décideurs un outil d’aide à la prise en compte de l’environnement dans l’aménagement du territoire.
Trois ZNIEFF de type 1 sont recensées sur la commune :
- les « pelouses du Mont Aigoual » (164 ha), couvrant 4 communes dont une dans le Gard et trois dans la Lozère[18] ;
- le « vallon du Trépaloup » (57 ha), couvrant 2 communes du département[19] ;
- le « versant de la Can de l'Hospitalet » (451 ha), couvrant 3 communes du département[20] ;

et trois ZNIEFF de type 2, : 
- les « Can de l'Hospitalet » (2 062 ha), couvrant 9 communes du département[21] ;
- les « Hautes vallées des Gardons » (73 898 ha), couvrant 48 communes dont 27 dans le Gard et 21 dans la Lozère[22] ;
- le « massif de l'Aigoual et du Lingas » (28 495 ha), couvrant 17 communes dont 12 dans le Gard et cinq dans la Lozère[23].

Cartes des ZNIEFF de type 1 et 2 à Bassurels.
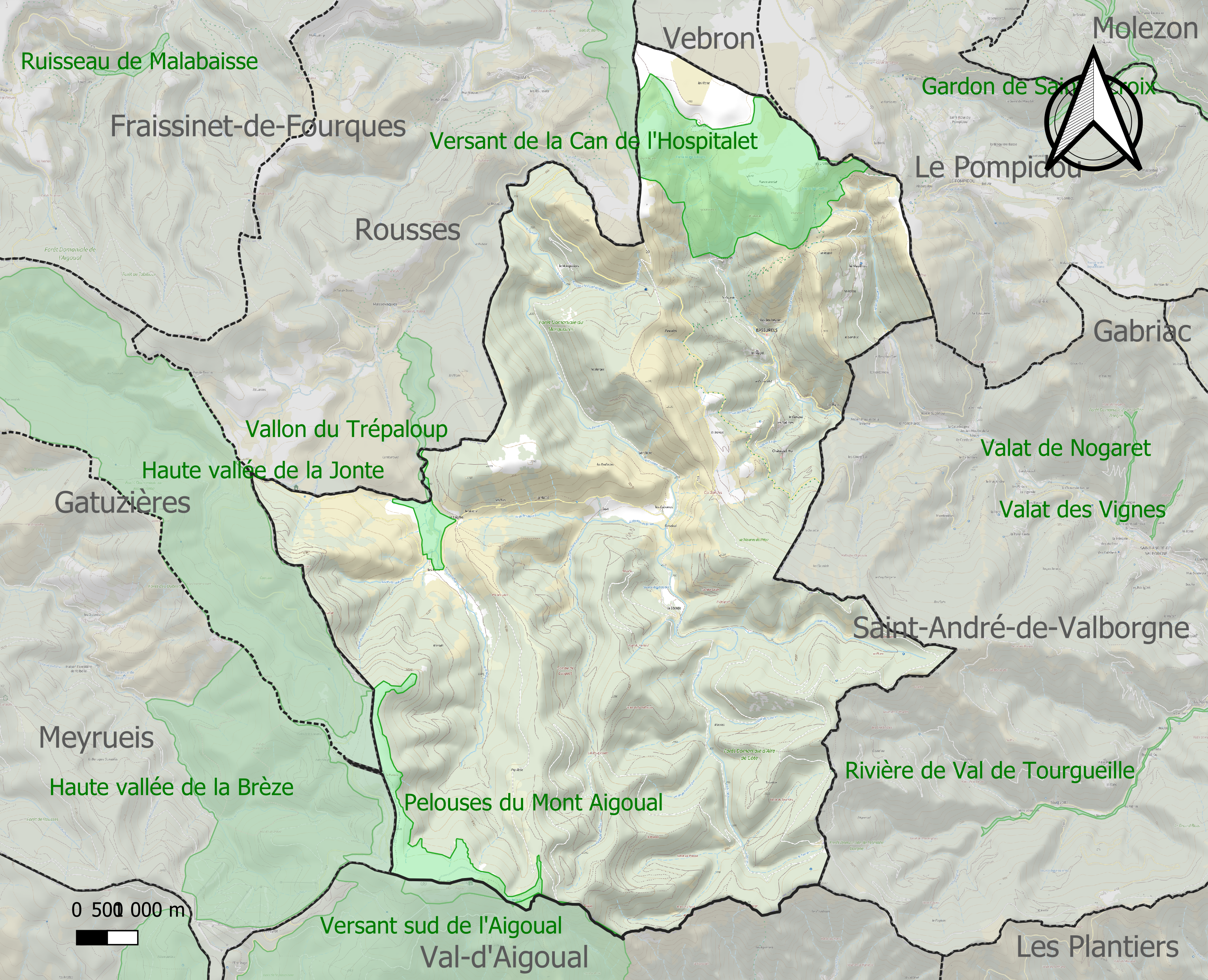
Carte des ZNIEFF de type 1 sur la commune.
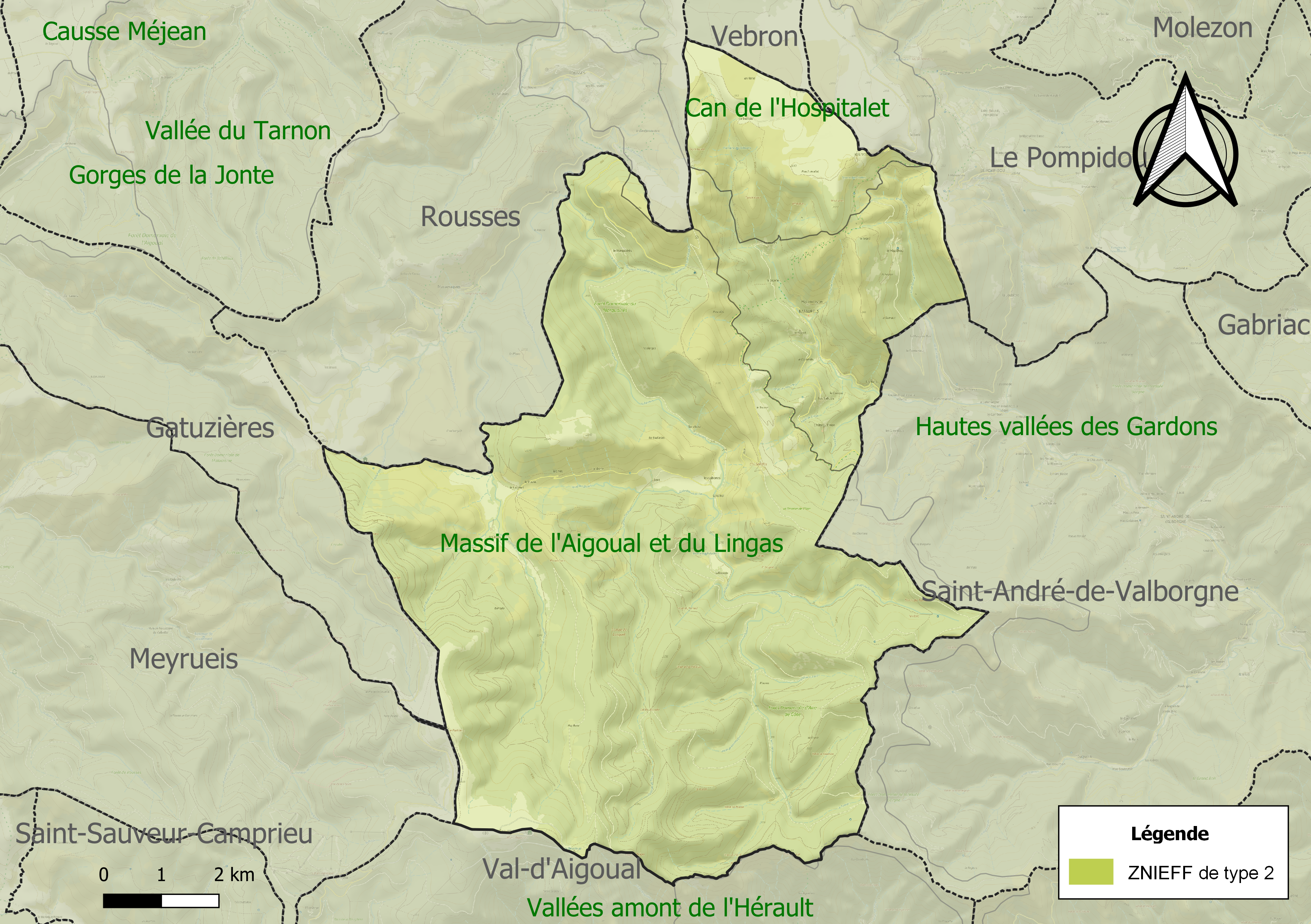
Carte des ZNIEFF de type 2 sur la commune.

## Urbanisme

### Typologie
Au 1er janvier 2024, Bassurels est catégorisée commune rurale à habitat très dispersé, selon la nouvelle grille communale de densité à sept niveaux définie par l'Insee en 2022.
Elle est située hors unité urbaine et hors attraction des villes,.

### Occupation des sols
L'occupation des sols de la commune, telle qu'elle ressort de la base de données européenne d’occupation biophysique des sols Corine Land Cover (CLC), est marquée par l'importance des forêts et milieux semi-naturels (98,7 % en 2018), une proportion identique à celle de 1990 (98,7 %). La répartition détaillée en 2018 est la suivante : 
forêts (70,4 %), milieux à végétation arbustive et/ou herbacée (27,6 %), prairies (1,3 %), espaces ouverts, sans ou avec peu de végétation (0,8 %). L'évolution de l’occupation des sols de la commune et de ses infrastructures peut être observée sur les différentes représentations cartographiques du territoire : la carte de Cassini (XVIIIe siècle), la carte d'état-major (1820-1866) et les cartes ou photos aériennes de l'IGN pour la période actuelle (1950 à aujourd'hui).

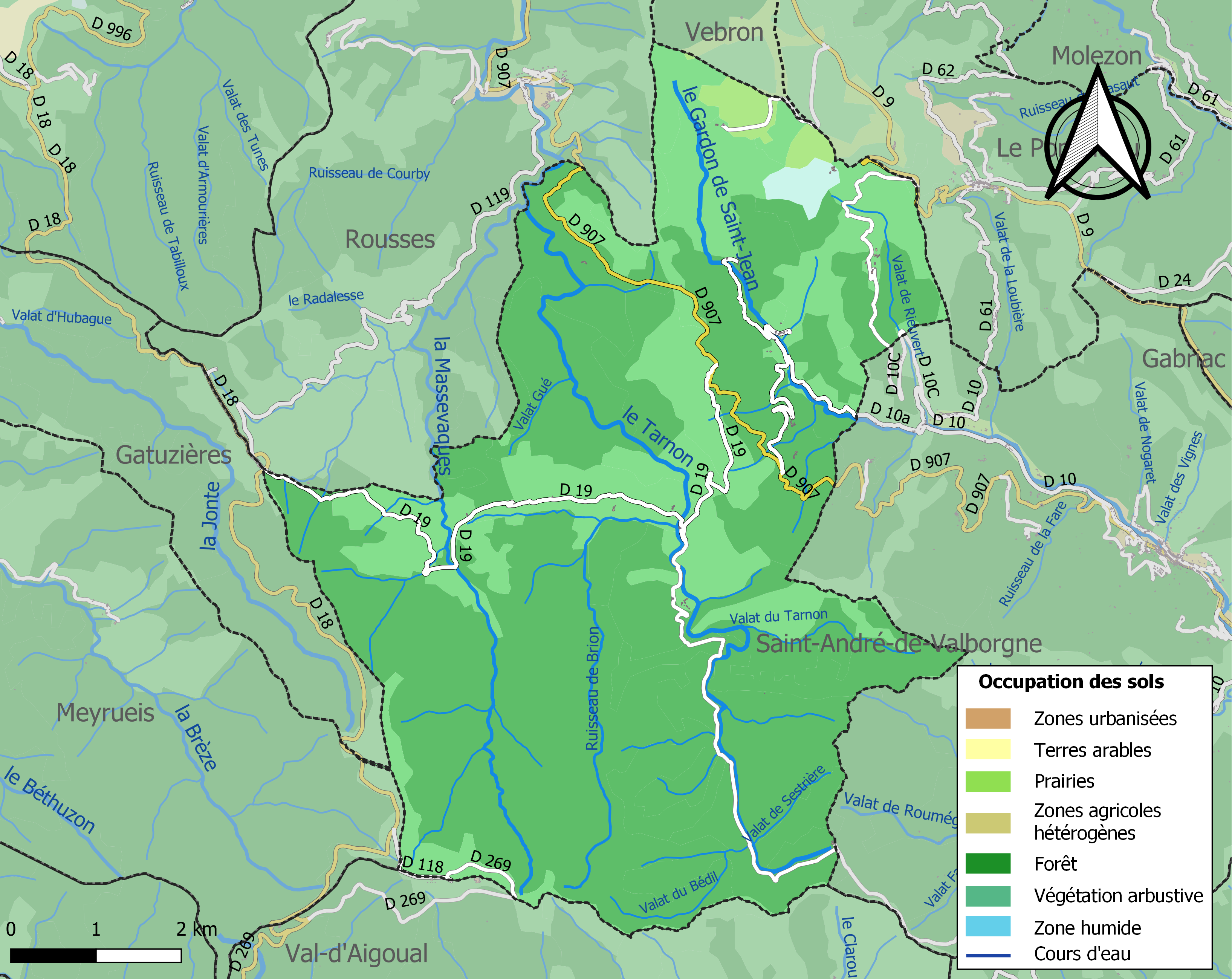
Carte des infrastructures et de l'occupation des sols de la commune en 2018 (CLC).

### Risques majeurs
Le territoire de la commune de Bassurels est vulnérable à différents aléas naturels : météorologiques (tempête, orage, neige, grand froid, canicule ou sécheresse), feux de forêts, mouvements de terrains et séisme (sismicité faible). Il est également exposé à un risque particulier : le risque de radon. Un site publié par le BRGM permet d'évaluer simplement et rapidement les risques d'un bien localisé soit par son adresse soit par le numéro de sa parcelle.

#### Risques naturels
Bassurels est exposée au risque de feu de forêt. Un plan départemental de protection des forêts contre les incendies (PDPFCI) a été approuvé en décembre 2014 pour la période 2014-2023. Les mesures individuelles de prévention contre les incendies sont précisées par divers arrêtés préfectoraux et s’appliquent dans les zones exposées aux incendies de forêt et à moins de 200 mètres de celles-ci. L’arrêté du 23 mars 2018, complété par un arrêté de 2020, réglemente l'emploi du feu en interdisant notamment d’apporter du feu, de fumer et de jeter des mégots de cigarette dans les espaces sensibles et sur les voies qui les traversent sous peine de sanctions. L'arrêté du 23 août 2021, abrogeant un arrêté de 2002, rend le débroussaillement obligatoire, incombant au propriétaire ou ayant droit,,.

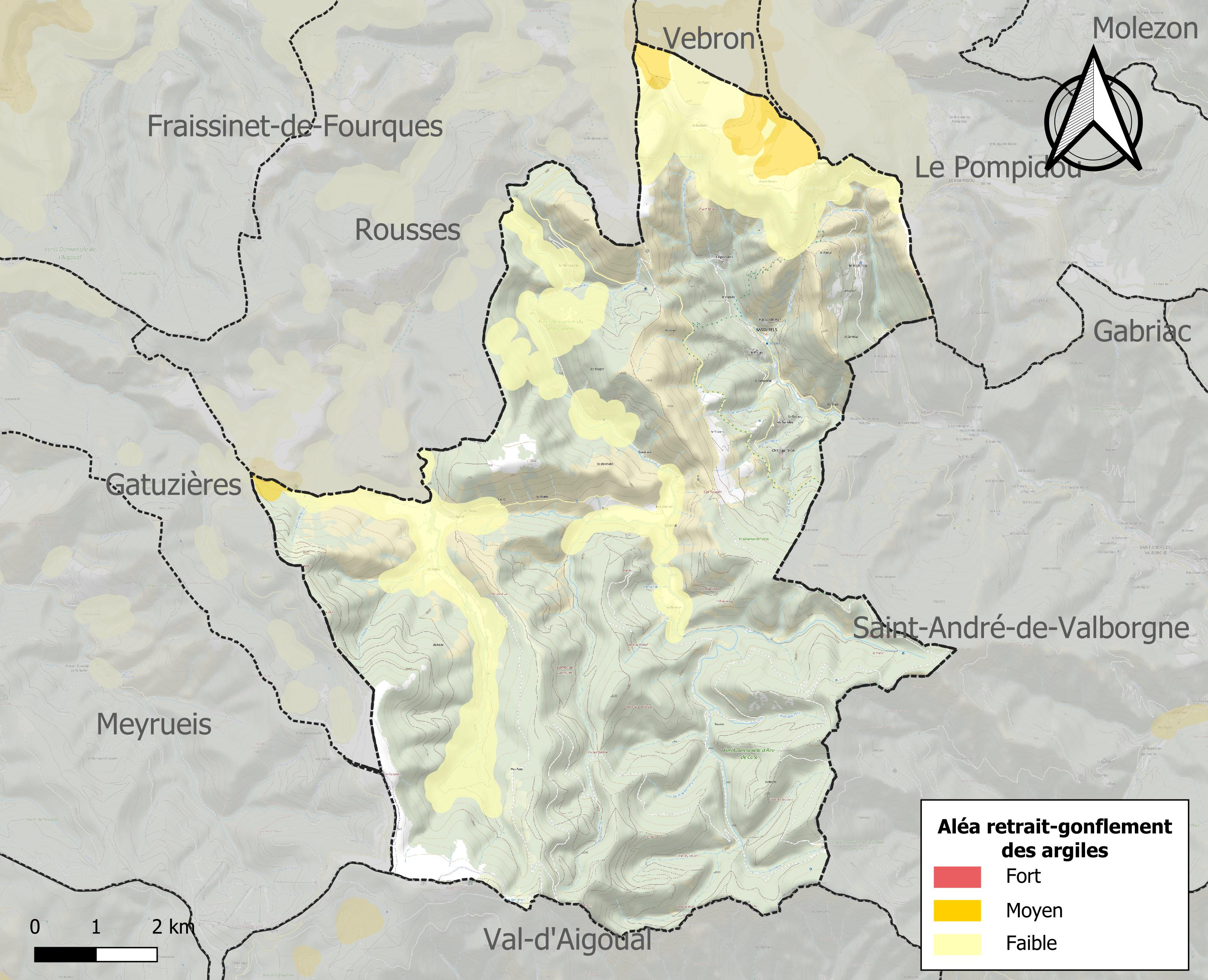
Carte des zones d'aléa retrait-gonflement des sols argileux de Bassurels.

Les mouvements de terrains susceptibles de se produire sur la commune sont des éboulements, chutes de pierres et de blocs et des glissements de terrain.
Le retrait-gonflement des sols argileux est susceptible d'engendrer des dommages importants aux bâtiments en cas d’alternance de périodes de sécheresse et de pluie. 1,8 % de la superficie communale est en aléa moyen ou fort (15,8 % au niveau départemental et 48,5 % au niveau national). Sur les 57 bâtiments dénombrés sur la commune en 2019,  aucun n'est en aléa moyen ou fort, à comparer aux 14 % au niveau départemental et 54 % au niveau national. Une cartographie de l'exposition du territoire national au retrait gonflement des sols argileux est disponible sur le site du BRGM,.
Par ailleurs, afin de mieux appréhender le risque d’affaissement de terrain, l'inventaire national des cavités souterraines permet de localiser celles situées sur la commune.
La commune a été reconnue en état de catastrophe naturelle au titre des dommages causés par les inondations et coulées de boue survenues en 1982, 1994, 2003, 2011 et 2020. 

#### Risque particulier
Dans plusieurs parties du territoire national, le radon, accumulé dans certains logements ou autres locaux, peut constituer une source significative d’exposition de la population aux rayonnements ionisants. Certaines communes du département sont concernées par le risque radon à un niveau plus ou moins élevé. Selon la classification de 2018, la commune de Bassurels est classée en zone 3, à savoir zone à potentiel radon significatif.

## Histoire
Avant la Révolution, la commune s'appelait Saint-Martin-de-Campselade,, Bassurels est le nom révolutionnaire qui lui a été attribué.
La paroisse de Saint-Martin de Campselade (San Martin de Campselado) est mentionnée régulièrement au moment de la fin de la guerre de Cent Ans. Des fermiers originaires de Saint André-de-Valborgne et de Saint-Flour du Pompidou y cultivaient les terres appartenant aux châtelains du Folhaquier et de l'Hom. Au XVIe siècle, la paroisse passe entièrement à la Réforme ; des levées d'hommes ont lieu pour participer aux sièges de Montpellier et de Mende (1562-1563).
Les consuls soutiennent à partir de 1573 le fameux Mathieu Merle qui remplace en Gévaudan le baron Astorg de Peyre, assassiné lors de la Saint-Barthélemy (1572). Après l'édit de Nantes (1598), des miliciens participent au service de garde à Florac. Les guerres du duc de Rohan (1620-1629) drainent vers Florac, Mende et Alès plusieurs miliciens réformes (familles Bourgade, Bourrely, Chabal et Caulet).
Au moment de la Révocation (1685 : édit de Fontainebleau) la population abjure en l'église de Saint-Flour du Pompidou. Mais au moment de la guerre des Camisards, la population rejoint massivement les insurgés et participe aux victoires du plan de Fontmort et de Saumane. Les derniers Camisards rejoignent leurs habitations en 1705. Bénéficiaire de l'édit de tolérance de Versailles de 1787, la population participe avec enthousiasme à la Révolution de 1789 et constitue, en mobilisant presque tous les hommes, une compagnie de garde nationale qui perd cinq hommes dans les campagnes de 1792-1797. Sous l'Empire, la désertion se développe, les fugitifs se réfugiant sur les pentes du mont Aigoual. Lors de la Restauration, quatre paysans licenciés de l'armée en 1814 tuent pour le compte de nobles locaux deux bourgeois acquéreurs de biens nationaux qui avaient profité de la Révolution pour acquérir à vil prix des terres de bonne production. Le premier est acquitté, un deuxième se suicide et les deux autres sont guillotinés en 1826 devant 6 000 personnes.
Au XIXe siècle, l'exode rural porte un coup fatal au village. La Grande Guerre lui enlève 16 chefs de famille. Bassurels devient un village de petits hameaux.

## Politique et administration

### Découpage territorial
La commune de Bassurels est membre de la communauté de communes des Cévennes au Mont Lozère, un établissement public de coopération intercommunale (EPCI) à fiscalité propre créé le 30 novembre 2016 dont le siège est à Le Collet-de-Dèze. Ce dernier est par ailleurs membre d'autres groupements intercommunaux.
Sur le plan administratif, elle est rattachée à l'arrondissement de Florac, à la circonscription administrative de l'État de la Lozère et à la région Occitanie.
Sur le plan électoral, elle dépend du canton du Collet-de-Dèze pour l'élection des conseillers départementaux, depuis le redécoupage cantonal de 2014 entré en vigueur en 2015, et de la circonscription de la Lozère  pour les élections législatives, depuis le dernier découpage électoral de 2010.

### Liste des maires
| Période | Période  | Identité        | Étiquette | Qualité                     |
| ------- | -------- | --------------- | --------- | --------------------------- |
| 2001    | En cours | Josette Gaillac | DVG       | Retraitée de l'enseignement |
|         |          |                 |           |                             |
| 1908    | ...      | Géminard        | SFIO      |                             |

## Démographie
| 1793 | 1800 | 1806 | 1821 | 1831 | 1836 | 1841 | 1846 | 1851 |
| ---- | ---- | ---- | ---- | ---- | ---- | ---- | ---- | ---- |
| 485  | 423  | 454  | 534  | 498  | 499  | 430  | 474  | 460  |

| 1856 | 1861 | 1866 | 1872 | 1876 | 1881 | 1886 | 1891 | 1896 |
| ---- | ---- | ---- | ---- | ---- | ---- | ---- | ---- | ---- |
| 426  | 405  | 403  | 381  | 387  | 364  | 348  | 323  | 289  |

| 1901 | 1906 | 1911 | 1921 | 1926 | 1931 | 1936 | 1946 | 1954 |
| ---- | ---- | ---- | ---- | ---- | ---- | ---- | ---- | ---- |
| 285  | 244  | 205  | 175  | 148  | 130  | 139  | 108  | 123  |

| 1962 | 1968 | 1975 | 1982 | 1990 | 1999 | 2005 | 2006 | 2010 |
| ---- | ---- | ---- | ---- | ---- | ---- | ---- | ---- | ---- |
| 103  | 85   | 69   | 58   | 65   | 47   | 78   | 75   | 43   |

| 2015 | 2020 | 2022 | - | - | - | - | - | - |
| ---- | ---- | ---- | - | - | - | - | - | - |
| 62   | 67   | 63   | - | - | - | - | - | - |

## Économie

### Emploi
|                | 2008  | 2013  | 2018  |
| -------------- | ----- | ----- | ----- |
| Commune        | 0 %   | 5 %   | 7,9 % |
| Département    | 5 %   | 6,4 % | 7,1 % |
| France entière | 8,3 % | 10 %  | 10 %  |

En 2018, la population âgée de 15 à 64 ans s'élève à 36 personnes, parmi lesquelles on compte 76,3 % d'actifs (68,4 % ayant un emploi et 7,9 % de chômeurs) et 23,7 % d'inactifs,. En  2018, le taux de chômage communal (au sens du recensement) des 15-64 ans est supérieur à celui du département, mais inférieur à celui de la France, alors qu'il était inférieur à celui du département et de la France en 2008.
La commune est hors attraction des villes,. Elle compte 12 emplois en 2018, contre 8 en 2013 et 15 en 2008. Le nombre d'actifs ayant un emploi résidant dans la commune est de 24, soit un indicateur de concentration d'emploi de 47,6 % et un taux d'activité parmi les 15 ans ou plus de 44,6 %.
Sur ces 24 actifs de 15 ans ou plus ayant un emploi, 6 travaillent dans la commune, soit 23 % des habitants. Pour se rendre au travail, 69,2 % des habitants utilisent un véhicule personnel ou de fonction à quatre roues, 7,7 % les transports en commun, 7,7 % s'y rendent en deux-roues, à vélo ou à pied et 15,4 % n'ont pas besoin de transport (travail au domicile).

## Culture locale et patrimoine

### Lieux et monuments
- Temple protestant de Bassurels.

### Personnalités liées à la commune
- Étienne Adhéran, pasteur protestant né sur la commune en 1799.

### Héraldique
| Blason de Bassurels | Blason  | D’azur, à un soleil d'or, vêtu d'or, coupé de l’un dans l’autre. |
| Blason de Bassurels | Détails | La pointe basse d’or représente les bas fonds alluvionnaires de Bassurels. La partie basse d'azur indique la présence de cours d’eau comme le Tarnon ou le Gardon. La pointe haute symbolise le Mont-Aigoual (Mont aigu, pointu), véritable château d’eau de la région, d'où la couleur azur. Le soleil indique la présence de la station météorologique du Mont-Aigoual sur le territoire communal. Les ornements sont deux branches de sapin de sinople, fruitées d'or, mises en sautoir par la pointe et liées d'or, pour indiquer la présence de forêts. Le listel d'argent porte le nom de la commune en lettres majuscules de sable. La couronne de tours dit que l’écu est celui d’une commune ; elle n’a rien à voir avec des fortifications. Le statut officiel du blason reste à déterminer. |